# القهوة والكعك

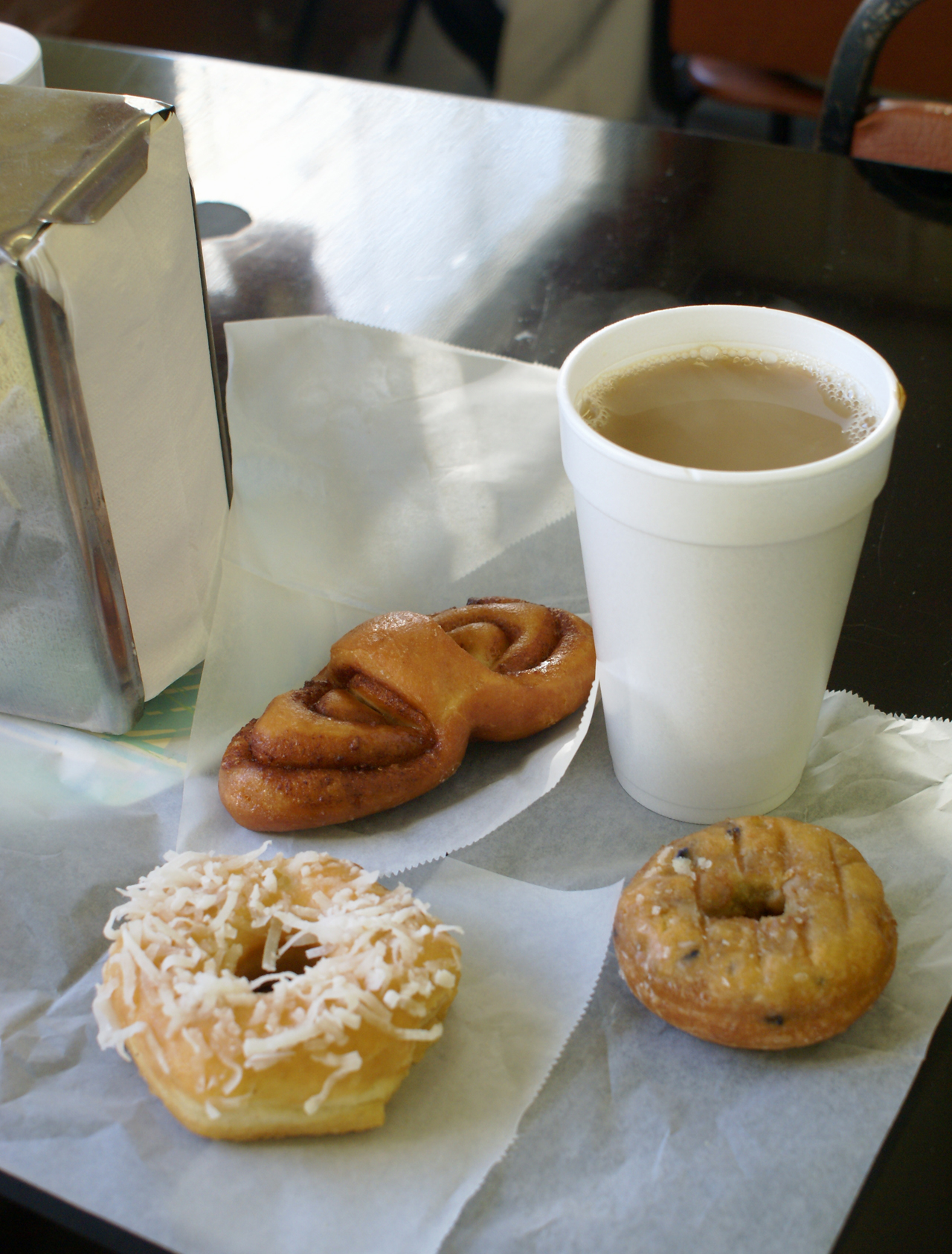
القهوة والكعك في أحد المطاعم

القهوة والكعك هو الطعام والشراب المقترن الشائع في الولايات المتحدة وكندا. وغالبا ما يستهلك كوجبة إفطار بسيطة، وغالبا ما تستهلك في محلات الدونات. القهوة هي شراب معتق يقدم عادةً ساخن عادة. الكعك مُحلى ومقلي بزيت غزير. ويمكن للكعك والقهوة أن يقدما كمرطبات أيضاً.في بعض الأحيان تعد استراحات القهوة ككسر لروتين العمل خلال منتصف الصباح أو منتصف الظهيرة.في عام 1989، قال هاري بلزر، كبير محللي الصناعة في شركة أبحاث السوق مجموعة «نبد»، في الولايات المتحدة، أن 41-42٪ من الالإطار شملت القهوة وأن 14.2٪ من الالإطار شملت الكعك.
وتقدم القهوة والكعك في بعض الأحيان كجزء من الاجتماعات وجمع التبرعات لمختلف المنظمات والجمعيات الخيرية والمجموعات والشركات.

## الشركات
تستخدم بعض الشركات عبارة «القهوة والكعك» في اسمها التجاري، مثل بوب كوفي أند دونوتس في لوس أنجلس، كاليفورنيا. حيث وقدمت كريسبي كريم القهوة والكعك مجانا في الاحتفال بيوم القهوة، وقدمت شركات أخرى خصومات وعروض خاصة في ذكرى اليوم. تيم هورتونس هي سلسلة مطاعم كندية متعددة الجنسيات معروفة بالقهوة والكعك.
وفي سبتمبر 2015، أعلنت دانكن دونتس، والتي تعتبر سلسلة محلات قهوة وكعك، عن خطط للمضي قدما في برنامج توصيل القهوة والكعك وغيرها من الأطعمة، للبدء في وقت ما في عام 2016. إذ تم تصميم برنامج توصيل الطلبات الخارجية باستخدام تطبيق الهاتف المحمول لطلب المنتجات، وسيتم إطلاقها عندما تقوم الشركة بتحديث التطبيقات. وكان البرنامج قيد النظر في يونيو 2015. وذكرت صحيفة نيويورك بوست أن هذه الجهود المبذولة لزيادة المنافسة مع قهوة ستاربكس.

## الخصائص
تزود القهوة والكعك الكافيين والجلوكوز، بجانب غيرها من المواد والعناصر الغذائية. وأظهرت دراسة أجريت في جامعة برشلونة في إسبانيا ونشرت في علم النفس البشري: السريرية والتجريبية أن الجمع بين الكافيين والجلوكوز يمكن أن تسهم في زيادة الانتباه والذاكرة.

## أماكن
في آذار 2013، أفيد بأن أموال دافعي الضرائب الأمريكيين في استهلاك القهوة والكعك والأغذية الأخرى من قبل المشرعين الأمريكيين. كما تقدم القهوة والكعك عادة في اجتماعات الاثنا عشر خطوة مثل اجتماع مدمني الكحول المجهولين.

## في اللغة
وقد استخدمت مصطلحات اللغة الإنجليزية العامية «القهوة و» و «القهوة» في القرن العشرين كأسم للدلالة على فنجان من القهوة أو الكعك، مثل أن تكون الوجبة الأكثر شيوعاً بأسعار معقولة متاحة في العشاء أو مقهى. واستخدم مصطلح «قهوة و» كصفة في الثلاثينيات من القرن الماضي فيما يتعلق بالمال، كما هو الحال في «ما يكفي لشراء القهوة والكعك»، وفي القرن العشرين كمصطلح يشير إلى الأشياء «الرخيصة، والحد الأدنى» أو «من الدرجة الثانية».
في القرن العشرين في اللغة الإنجليزية العامية يمكن أن يشير مصطلح "القهوة والكعك " إلى "بندقية صغيرة وعاجزة نسبيا"، وكان يستخدم أيضا في عشرينات القرن العشرين كمصطلح عامية "لعصابة من الدرجة الثانية التي لاتشكل تهديداً.